# Athlétisme aux Jeux du Commonwealth de 1986
Pour un article plus général, voir Jeux du Commonwealth de 1986.
Navigation
Les épreuves d'athlétisme des Jeux du Commonwealth 1986 se déroulent du 24 juillet au 2 août 1986 au Stade Meadowbank d'Édimbourg, en Écosse.

## Résultats

### Hommes
| Épreuve           | Or                                                                           | Argent                                                                              | Bronze                                                                     |
| ----------------- | ---------------------------------------------------------------------------- | ----------------------------------------------------------------------------------- | -------------------------------------------------------------------------- |
| 100 m             | Ben Johnson 10 s 07                                                          | Linford Christie 10 s 28                                                            | Mike McFarlane 10 s 35                                                     |
| 200 m             | Atlee Mahorn 20 s 31                                                         | Todd Bennett 20 s 54                                                                | Ben Johnson 20 s 64                                                        |
| 400 m             | Roger Black 45 s 57                                                          | Darren Clark 45 s 98                                                                | Philip Brown 46 s 8                                                        |
| 800 m             | Steve Cram 1 min 43 s 22                                                     | Tom McKean 1 min 44 s 80                                                            | Peter Elliott 1 min 45 s 42                                                |
| 1 500 m           | Steve Cram 3 min 50 s 87                                                     | John Gladwin 3 min 52 s 17                                                          | David Campbell 3 min 54 s 06                                               |
| 5 000 m           | Steve Ovett 13 min 24 s 11                                                   | Jack Buckner 13 min 25 s 87                                                         | Tim Hutchings 13 min 26 s 84                                               |
| 10 000 m          | Jon Solly 27 min 57 s 42                                                     | Steve Binns 27 min 58 s 01                                                          | Steve Jones 28 min 02 s 48                                                 |
| Marathon          | Rob de Castella 2 h 10 min 15                                                | David Edge 2 h 11 min 08                                                            | Steve Moneghetti 2 h 11 min 18                                             |
| 3 000 m steeple   | Graeme Fell 8 min 24 s 49                                                    | Roger Hackney 8 min 25 s 15                                                         | Colin Reitz 8 min 26 s 14                                                  |
| 110 m haies       | Mark McKoy 13 s 31                                                           | Colin Jackson 13 s 42                                                               | Don Wright 13 s 64                                                         |
| 400 m haies       | Phil Beattie 49 s 60                                                         | Max Robertson 49 s 77                                                               | John Graham 50 s 25                                                        |
| Relais 4 × 100 m  | Canada Mark McKoy Atlee Mahorn Desai Williams Ben Johnson 39 s 15            | Angleterre Lincoln Asquith Daley Thompson Mike McFarlane Clarence Callender 39 s 19 | Écosse Jamie Henderson Cameron Sharp George McCallum Elliot Bunney 40 s 41 |
| Relais 4 × 400 m  | Angleterre Kriss Akabusi Roger Black Todd Bennett Philip Brown 3 min 07 s 19 | Australie Bruce Frayne Miles Murphy David Johnston Darren Clark 3 min 07 s 81       | Canada Anton Skerritt Andre Smith John Graham Atlee Mahorn 3 min 08 s 69   |
| Saut en hauteur   | Milt Ottey 2,30 m                                                            | Geoff Parsons 2,28 m                                                                | Alain Metellus Henderson Pierre 2,14 m                                     |
| Saut à la perche  | Andy Ashurst 5,30 m                                                          | Robert Feguson 5,20 m                                                               | Neil Honey 5,20 m                                                          |
| Saut en longueur  | Gary Honey 8,08 m                                                            | Fred Salle 7,83 m                                                                   | Kyle McDuffie 7,79 m                                                       |
| Triple saut       | John Herbert 17,27 m                                                         | Mike Makin 16,87 m                                                                  | Peter Beames 16,42 m                                                       |
| Lancer du poids   | Billy Cole 18,16 m                                                           | Joe Quigley 17,97 m                                                                 | Stuart Gyngell 17,70 m                                                     |
| Lancer du disque  | Ray Lazdins 58,86 m                                                          | Paul Nandapi 57,74 m                                                                | Werner Reiterer 57,34 m                                                    |
| Lancer du marteau | David Smith I 74,06 m                                                        | Martin Girvan 70,48 m                                                               | Phil Spivey 70,30 m                                                        |
| Lancer du javelot | Dave Ottley 80,62 m                                                          | Mick Hill 78,56 m                                                                   | Gavin Lovegrove 76,22 m                                                    |
| Décathlon         | Daley Thompson 8 663 points                                                  | Dave Steen 8 173 points                                                             | Simon Poelman 8 015 points                                                 |
| 30 km marche      | Simon Baker 2 h 7 min 47                                                     | Guillaume Leblanc 2 h 8 min 38                                                      | Ian McCombie 2 h 10 min 36                                                 |

### Femmes
| Épreuve           | Or                                                                                      | Argent                                                                      | Bronze                                                                             |
| ----------------- | --------------------------------------------------------------------------------------- | --------------------------------------------------------------------------- | ---------------------------------------------------------------------------------- |
| 100 m             | Heather Oakes 11 s 20                                                                   | Paula Dunn 11 s 21                                                          | Angella Taylor-Issajenko 11 s 21                                                   |
| 200 m             | Angella Taylor-Issajenko 22 s 91                                                        | Kathy Smallwood-Cook 23 s 18                                                | Sandra Whittaker 23 s 46                                                           |
| 400 m             | Debbie Flintoff 51 s 29                                                                 | Jillian Richardson 51 s 62                                                  | Kathy Smallwood-Cook 51 s 88                                                       |
| 800 m             | Kirsty Wade 2 min 00 s 94                                                               | Diane Edwards 2 min 01 s 12                                                 | Lorraine Baker 2 min 01 s 79                                                       |
| 1 500 m           | Kirsty Wade 4 min 10 s 91                                                               | Debbie Bowker 4 min 11 s 94                                                 | Lynn Williams 4 min 12 s 66                                                        |
| 3 000 m           | Lynn Williams 8 min 54 s 29                                                             | Debbie Bowker 8 min 54 s 83                                                 | Yvonne Murray 8 min 55 s 32                                                        |
| 10 000 m          | Liz McColgan 31 min 41 s 42                                                             | Anne Audain 31 min 53 s 31                                                  | Angela Tooby 32 min 25 s 38                                                        |
| Marathon          | Lisa Martin 2 h 26 min 07                                                               | Lorraine Moller 2 h 28 min 17                                               | Odette Lapierre 2 h 31 min 48                                                      |
| 100 m haies       | Sally Gunnell 13 s 29                                                                   | Wendy Jeal 13 s 41                                                          | Glynis Nunn 13 s 44                                                                |
| 400 m haies       | Debbie Flintoff 54 s 94                                                                 | Donalda Duprey 56 s 55                                                      | Jenny Laurendet 56 s 57                                                            |
| Relais 4 × 100 m  | Angleterre Paula Dunn Kathy Cook Joan Baptiste Heather Oakes 43 s 39                    | Canada Angela Bailey Esmie Lawrence Angela Phipps Angella Issajenko 43 s 83 | Pays de Galles Helen Miles Sian Morris Sallyanne Short Carmen Smart 45 s 37        |
| Relais 4 × 400 m  | Canada Charmaine Crooks Marita Payne Molly Killingbeck Jillian Richardson 3 min 28 s 92 | Angleterre Jane Parry Linda Keough Angela Piggford Kathy Cook 3 min 32 s 81 | Australie Maree Chapman Sharon Stewart Julie Schwass Debbie Flintoff 3 min 32 s 86 |
| Saut en hauteur   | Christine Stanton 1,92 m                                                                | Sharon McPeake 1,90 m                                                       | Janet Boyle 1,90 m                                                                 |
| Saut en longueur  | Joyce Oladapo 6,43 m                                                                    | Mary Berkeley 6,40 m                                                        | Robyn Lorraway 6,35 m                                                              |
| Lancer du poids   | Gael Martin 19,00 m                                                                     | Judy Oakes 18,75 m                                                          | Myrtle Augee 17,52 m                                                               |
| Lancer du disque  | Gael Martin 56,42 m                                                                     | Venissa Head 56,20 m                                                        | Karen Pugh 54,72 m                                                                 |
| Lancer du javelot | Tessa Sanderson 69,80 m                                                                 | Fatima Whitbread 68,54 m                                                    | Sue Howland 64,74 m                                                                |
| Heptathlon        | Judy Simpson 6 282 points                                                               | Jane Flemming 6 278 points                                                  | Kim Hagger 5 823 points                                                            |

## Légende
Records et Performances
- AR : Record continental (area record)
- CR : Record des championnats (championship record)
- MR : Record du meeting (meet record)
- NR : Record national (national record)
- OR : Record olympique (olympic record)
- PR : Record paralympique (paralympic record)
- PB : Record personnel (personal best)
- SB : Meilleure performance personnelle de la saison (season's best)
- WL : Meilleure performance mondiale de l'année (world leader)
- WJR : Record du monde junior (world junior record)
- WR : Record du monde (world record)

Circonstances et Conditions
- DNF : N'a pas terminé (did not finish)
- DNS : N'a pas pris le départ (did not start)
- DQ : Disqualification (disqualification)
- NM : Aucun essai valable enregistré (No Mark)
- Q : Qualifié « directement » au prochain tour (ou à la prochaine compétition), lors d'une compétition majeure, grâce au classement ou à la réalisation des minima (automatic qualifier)
- q : Qualifié au prochain tour (ou à la prochaine compétition), lors d'une compétition majeure, grâce au repêchage ou à la réalisation de l'une des meilleures performances parmi celles des « non qualifiés directement » (grâce au meilleur temps ou à la meilleure distance par exemple) (secondary qualifier)